# JA Prestwich Industries
La JA Prestwich Industries fu un'industria meccanica britannica fondata da John Alfred Prestwich, che produsse apparecchi cinematografici, motori a combustione interna (per i quali la sigla della ditta era generalmente abbreviata in "J.A.P."), e altri esempi di meccanica di precisione.

## Storia
L'ingegnere John Alfred Prestwich fondò la ditta nel 1895, poco più che ventenne, inizialmente dietro la casa paterna al numero 1 di Lansdowne Road, a Tottenham.
Nel 1911 si trasferì in un nuovo stabilimento in Tariff Road, sempre a Tottenham.
Prestwich si fece conoscere per i suoi proiettori cinematografici lavorando con pionieri del cinema quali Sebastian Ziani de Ferranti e William Friese-Greene ma anche per i suoi motori a scoppio che vennero utilizzati da molte case motociclistiche e per i primi aeroplani.
La casa produsse inoltre motori per motoseghe e motocoltivatori come quelli prodotti dalla Howard Rotovators, e carri leggeri per la manutenzione delle linee ferroviarie.
I motori per motociclette JAP furono sempre associati alle corse e furono un uso per le moto da speedway fino a tutti gli anni '60. Durante la seconda guerra mondiale Prestwich produsse circa 240.000 motori industriali oltre a milioni di parti di aereo, ecc.
Dopo il 1945 la produzione fu rilevata dalla Villiers Ltd. e la società fu completamente rilevata nel 1957 mentre la stessa Villiers fu acquisita dalla Manganese Bronze Bearings.
La ditta chiuse definitivamente nel 1963.

## Prodotti

### Motori d'aereo
I primi aerei erano semplici e leggeri e necessitavano di motori affidabili e a loro volta leggeri pertanto i motori per motociclette JAP furono spesso utilizzati allo scopo di muoverli.
Un motore JAP fu utilizzato nel 1909 da Alliot Verdon Roe per il suo triplano, considerato come il primo aereo britannico e per un certo periodo Prestwich e Roe collaborarono.
I motori che la JA Prestwich forniva erano di serie ma venivano modificati dal fabbricante di aerei – principalmente tramite l'allargamento dei tubi di venturi che andavano al carburatore - per consentire una maggiore entrata d'aria in quota.
Negli anni '20 e '30 la JA Prestwich, tuttavia, produsse direttamente veri e propri motori da aereo tra cui quelli su licenza per il mercato britannico della Aeronca.

### Cinema
Attrezzature per il cinema tra cui cineprese, stampanti, macchine perforatrici e per il taglio delle pellicole e i proiettori furono prodotti per la Warwick Trading Company e la Charles Urban nella prima parte del XX secolo.

### Motori per motociclette e autoveicoli

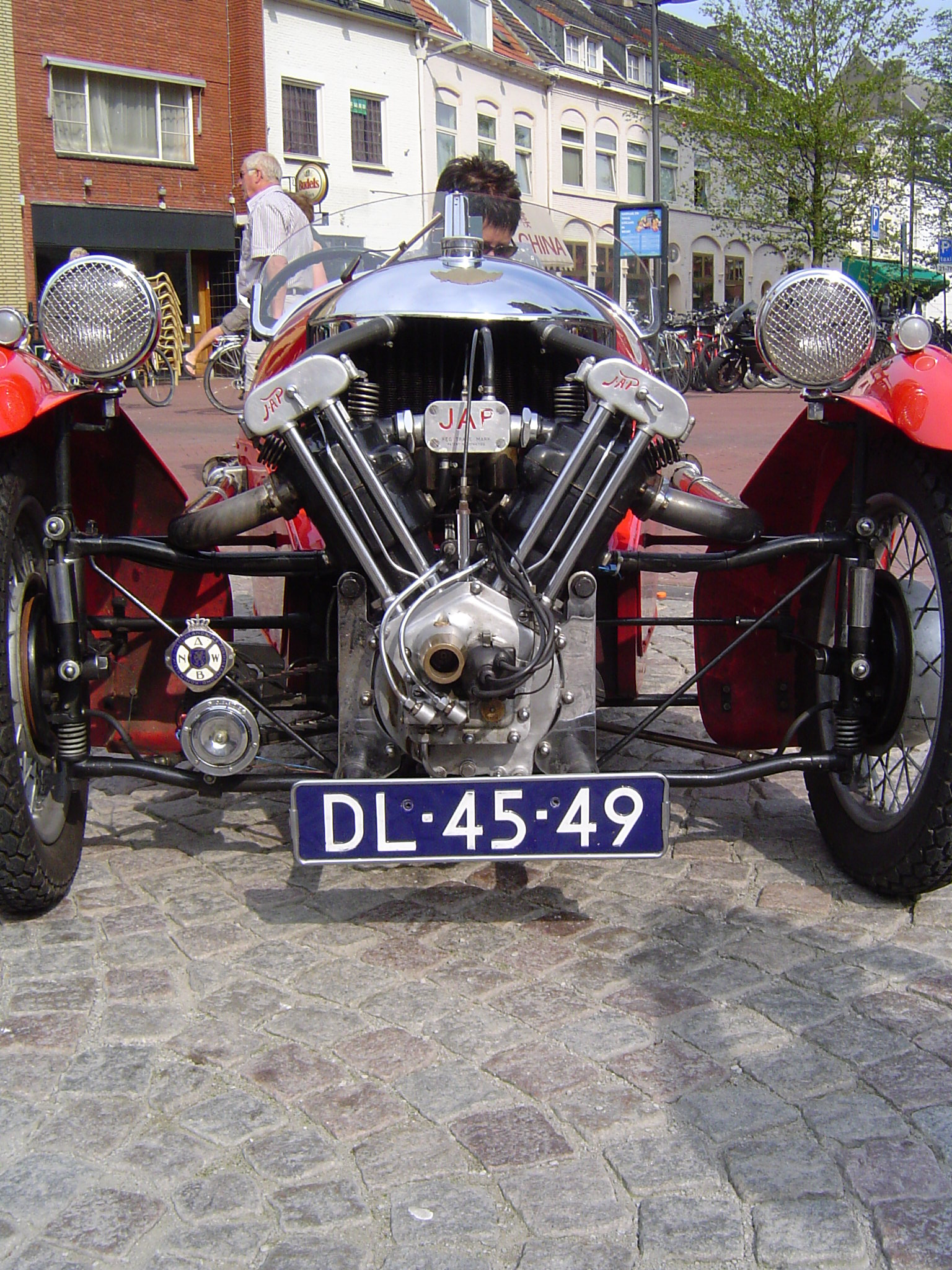
una Morgan Super Sport del 1934 con motore JAP

Alcuni piccoli produttori di autoveicoli prebellici tra cui la G.N., la T.B., la Morgan Motor Company e la Reliant utilizzarono i piccoli ma potenti motori JAP' per muovere i loro veicoli.
Questo utilizzo dei motori JAP si estese dopo la seconda guerra mondiale alle gare automobilistiche dove furono impiegati estensivamente nelle formule minori inglesi fino alla Formula 3, elaborati da John Cooper.
La JA Prestwich produsse anche componenti per altri costruttori di veicoli tra cui le testate dei cilindri per i motori della Lotus Cortina e per le prime versioni dei motori della Lotus Elan basata su motori Ford.

### Motocicli

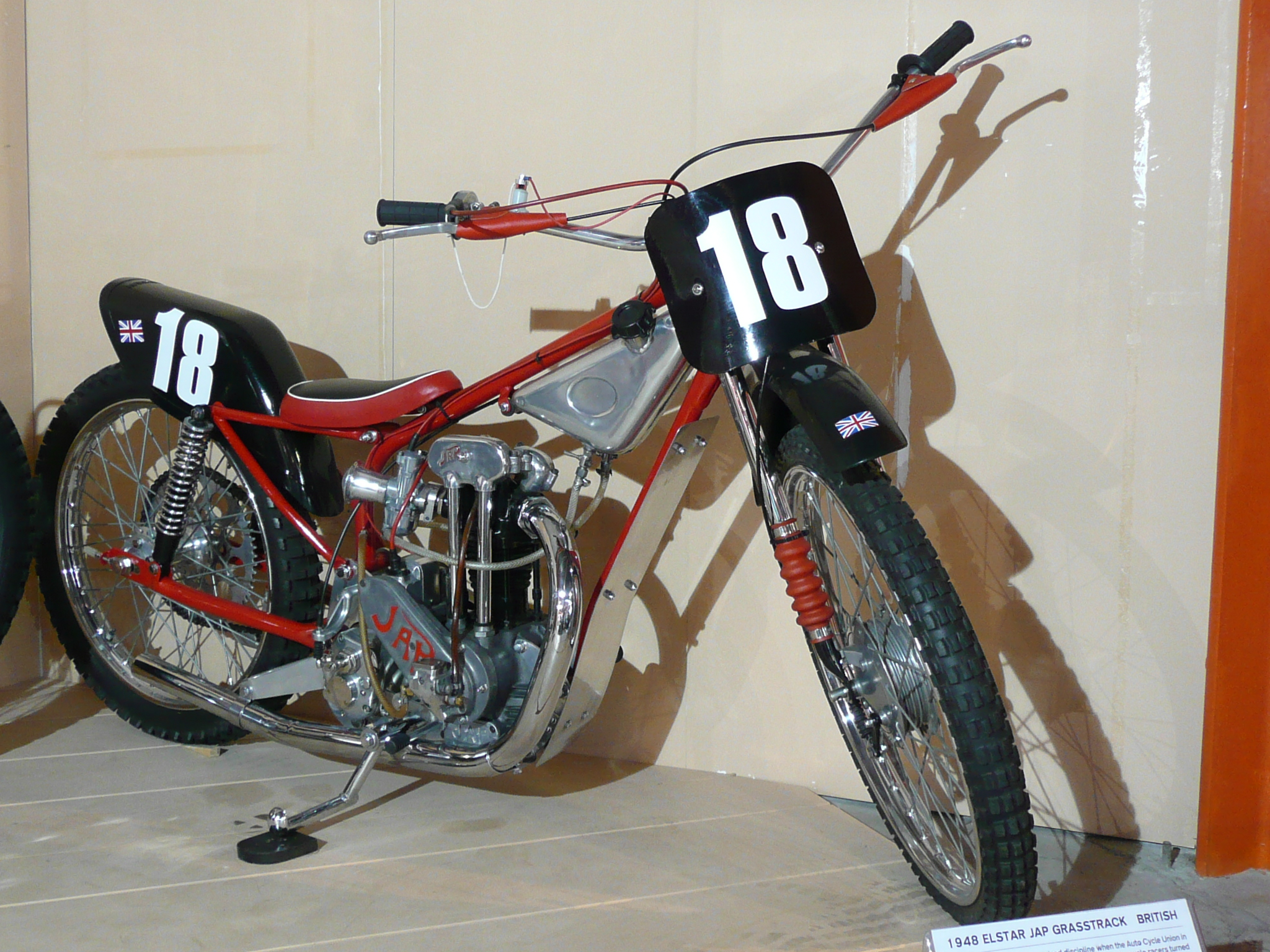
una Elstar JAP Grasstrack del 1948, National Motor Museum Monorail a Beaulieu

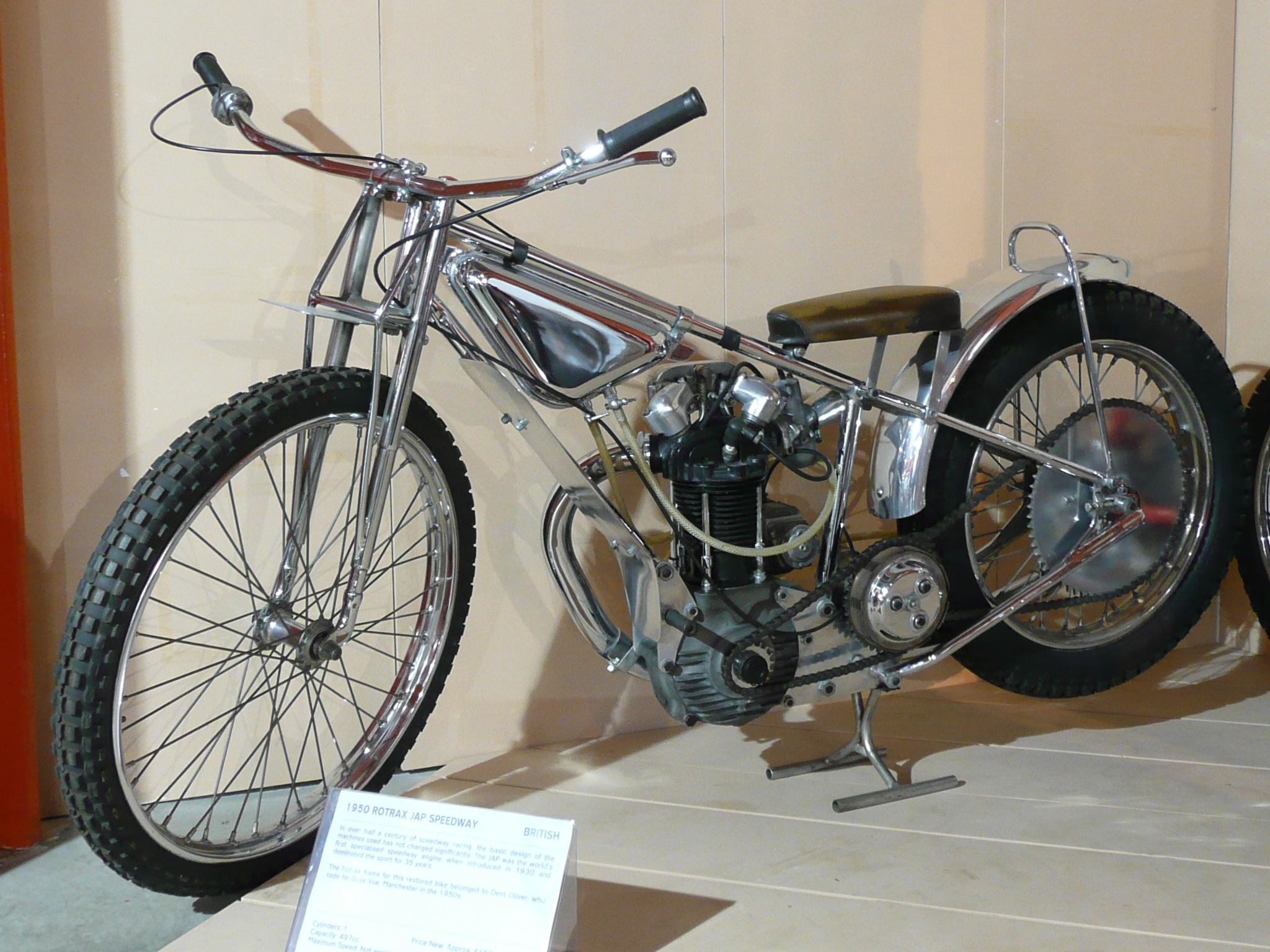
una Rotrax JAP Speedway del 1950 al National Motor Museum Monorail di Beaulieu

Per un breve periodo, dal 1904 al 1908, la JAP produsse motociclette complete equipaggiate con il primo motore a valvole in testa prodotto nel Regno Unito.
In seguito la Casa si dedicò solamente a rifornire altre case con i propri motori tra le quali la Brough Superior, la NUT Motorcycles, la Triumph Motorcycles, la A. J. Stevens & Co. Ltd e la HRD Motorcycles, precursore della Vincent Motorcycles.
Un motociclo equipaggiato di motore JAP fu anche il "AJS Model D", fabbricato per i russi nella prima guerra mondiale.
La JAP fornì un numero significativo di motori anche a produttori di moto stranieri tra cui la Dresch e la Terrot in Francia e la Ardie, la Hecker e la Tornax in Germania.
Da ultimo la JAP (oramai sotto il controllo della Villiers) fornì di motori diverse case di moto per speedway.

### Carrelli ferroviari
I primi esemplari del diffuso carrello per la manutenzione delle linee ferroviarie prodotti dalla ditta Wickham utilizzavano un motore JAP.

### Motori stazionari
La J.A. Prestwich produsse motori stazionari per una grande varietà di utilizzo.
Questi andavano dal piccolo "type 1" al grande "type 6" ed erano utilizzati per generatori di corrente, apparecchi per la mungitura meccanica, pompe idrauliche, motori per norie ad uso agricolo.
Il loro funzionamento era di norma a 4 tempi e alcuni esemplari sono in funzione ancora oggi nel Regno Unito.
Questi motori furono prodotti fino al 1955 in una fabbrica che la JAP aveva il Chelmsford Road, Southgate, a Londra che impiegava circa 40–50 persone.